# Corvol-l'Orgueilleux
 Corvol-l'Orgueilleux  es una población y comuna francesa, situada en la región de Borgoña, departamento de Nièvre, en el distrito de Clamecy y cantón de Varzy.

## Demografía
| 987 | 1047 | 949 | 828 | 776 | 735 |
| Para los censos de 1962 a 1999 la población legal corresponde a la población sin duplicidades (Fuente: INSEE [Consultar]) |      |     |     |     |     |